# 1500 metros livre
1500 metros livres é uma modalidade olímpica de natação de estilo livre, geralmente executada no estilo crawl, por ser o mais rápido. 
Nas olimpíadas, a prova era disputada apenas por homens até os Jogos Olímpicos de Verão de 2020 em Tóquio, e a distância olímpica equivalente para as mulheres até então eram os 800 metros livres.
Entretanto, a edição de 2020 ficou marcada na história da natação olímpica por incluir os 800m livres masculinos, bem como os 1500m femininos, tornando-se a primeira Olímpiada em que ambos os gêneros competiram em um programa idêntico de provas.
É uma prova de fundo, onde o importante é a regularidade das braçadas e a resistência. Geralmente os nadadores conseguem manter o mesmo ritmo durante toda a prova, tentando acelerar somente no final.

## Recordes mundiais masculinos

### Piscina longa (50 m)
| TEMPO    | NADADOR              | DATA                    |
| -------- | -------------------- | ----------------------- |
| 22:48.4  | Henry Taylor         | 25 de julho de 1908     |
| 22:00.0  | George Hodgson       | 10 de julho de 1912     |
| 21:35.3  | Arne Borg            | 8 de julho de 1923      |
| 21:15.0  | Arne Borg            | 30 de janeiro de 1924   |
| 21:11.4  | Arne Borg            | 13 de julho de 1924     |
| 20:06.6  | Boy Charlton         | 15 de julho de 1924     |
| 20:04.4  | Arne Borg            | 18 de agosto de 1926    |
| 19:07.2  | Arne Borg            | 2 de setembro de 1927   |
| 18:58.8  | Tomikatsu Amano      | 10 de agosto de 1938    |
| 18:35.7  | Shiro Hashizume      | 16 de agosto de 1949    |
| 18:19.0  | Hironoshin Furuhashi | 16 de agosto de 1949    |
| 18:05.9  | George Breen         | 3 de maio de 1956       |
| 17:59.5  | Murray Rose          | 30 de outubro de 1956   |
| 17:52.9  | George Breen         | 5 de dezembro de 1956   |
| 17:28.7  | John Konrads         | 22 de fevereiro de 1958 |
| 17:11.0  | John Konrads         | 27 de fevereiro de 1960 |
| 17:05.5  | Roy Saari            | 17 de agosto de 1963    |
| 17:01.8  | Murray Rose          | 2 de agosto de 1964     |
| 16:58.7  | Roy Saari            | 2 de setembro de 1964   |
| 16:58.6  | Stephen Krause       | 15 de agosto de 1965    |
| 16:41.6  | Mike Burton          | 21 de agosto de 1966    |
| 16:34.1  | Mike Burton          | 13 de agosto de 1967    |
| 16:28.1  | Guillermo Echevarria | 7 de julho de 1968      |
| 16:08.57 | Mike Burton          | 3 de setembro de 1968   |
| 16:04.5  | Mike Burton          | 17 de agosto de 1969    |
| 15:57.10 | John Kinsella        | 23 de agosto de 1970    |
| 15:52.91 | Rick DeMont          | 6 de agosto de 1972     |
| 15:52.58 | Mike Burton          | 4 de setembro de 1972   |
| 15:37.80 | Stephen Holland      | 5 de agosto de 1973     |
| 15:31.85 | Stephen Holland      | 8 de setembro de 1973   |
| 15:31.75 | Tim Shaw             | 25 de agosto de 1974    |
| 15:27.79 | Stephen Holland      | 25 de janeiro de 1975   |
| 15:20.91 | Tim Shaw             | 21 de junho de 1975     |
| 15:10.89 | Stephen Holland      | 27 de fevereiro de 1976 |
| 15:06.66 | Brian Goodell        | 21 de junho de 1976     |
| 15:02.40 | Brian Goodell        | 20 de julho de 1976     |
| 14:58.27 | Vladimir Salnikov    | 22 de julho de 1980     |
| 14:56.35 | Vladimir Salnikov    | 13 de março de 1982     |
| 14:54.76 | Vladimir Salnikov    | 22 de fevereiro de 1983 |
| 14:50.36 | Jörg Hoffmann        | 13 de janeiro de 1991   |
| 14:48.40 | Kieren Perkins       | 5 de abril de 1992      |
| 14:43.48 | Kieren Perkins       | 31 de julho de 1992     |
| 14:41.66 | Kieren Perkins       | 24 de agosto de 1994    |
| 14:34.56 | Grant Hackett        | 29 de julho de 2001     |
| 14:34.14 | Sun Yang             | 30 de julho de 2011     |
| 14:31.02 | Sun Yang             | 4 de agosto de 2012     |
| 14:30.67 | Bobby Finke          | 3 de agosto de 2024     |

### Piscina curta (25 m)
| TEMPO    | NADADOR        | DATA                   |
| -------- | -------------- | ---------------------- |
| 14:32.40 | Kieren Perkins | 2 de fevereiro de 1992 |
| 14:26.52 | Kieren Perkins | 14 de julho de 1993    |
| 14:19.55 | Grant Hackett  | 27 de setembro de 1998 |
| 14:10.10 | Grant Hackett  | 7 de agosto de 2001    |

## Recordes mundiais femininos

### Piscina longa (50 m)
| TEMPO    | NADADORA           | DATA                    |
| -------- | ------------------ | ----------------------- |
| 25:06.6  | Helen Wainwright   | 19 de agosto de 1922    |
| 24:07.6  | Ethel McGary       | 31 de dezembro de 1925  |
| 24:00.2  | Edith Mayne        | 15 de setembro de 1926  |
| 23:44.6  | Martha Norelius    | 28 de julho de 1927     |
| 23:17.2  | Helene Madison     | 15 de julho de 1931     |
| 22:36.7  | Grete Frederiksen  | 26 de junho de 1936     |
| 21:45.7  | Ragnhild Hveger    | 3 de julho de 1938      |
| 21:10.1  | Ragnhild Hveger    | 11 de agosto de 1940    |
| 20:57.0  | Ragnhild Hveger    | 20 de agosto de 1941    |
| 20:46.5  | Lenie de Nijs      | 23 de julho de 1955     |
| 20:22.8  | Jans Koster        | 21 de agosto de 1956    |
| 20:03.1  | Jans Koster        | 27 de julho de 1957     |
| 19:25.7  | Ilsa Konrads       | 13 de janeiro de 1960   |
| 19:23.6  | Jane Cederqvist    | 8 de setembro de 1960   |
| 19:02.8  | Margareta Rylander | 27 de junho de 1961     |
| 18:44.0  | Carolyn House      | 16 de agosto de 1962    |
| 18:30.5  | Patty Caretto      | 30 de julho de 1964     |
| 18:23.7  | Patty Caretto      | 12 de agosto de 1965    |
| 18:12.9  | Patty Caretto      | 21 de agosto de 1966    |
| 18:11.1  | Debbie Meyer       | 9 de julho de 1967      |
| 17:50.2  | Debbie Meyer       | 20 de agosto de 1967    |
| 17:31.2  | Debbie Meyer       | 21 de agosto de 1968    |
| 17:19.9  | Debbie Meyer       | 17 de agosto de 1969    |
| 17:19.20 | Cathy Calhoun      | 28 de agosto de 1971    |
| 17:00.6  | Shane Gould        | 12 de dezembro de 1971  |
| 16:56.9  | Shane Gould        | 11 de fevereiro de 1973 |
| 16:54.14 | Jo Harshbarger     | 25 de agosto de 1973    |
| 16:49.9  | Jennifer Turrall   | 9 de dezembro de 1973   |
| 16:48.2  | Jennifer Turrall   | 9 de janeiro de 1974    |
| 16:43.4  | Jennifer Turrall   | 13 de julho de 1974     |
| 16:39.28 | Jennifer Turrall   | 3 de agosto de 1974     |
| 16:33.94 | Jennifer Turrall   | 25 de agosto de 1974    |
| 16:24.60 | Alice Browne       | 21 de agosto de 1977    |
| 16:14.93 | Tracey Wickham     | 8 de fevereiro de 1978  |
| 16:06.63 | Tracey Wickham     | 25 de fevereiro de 1979 |
| 16:04.49 | Kim Lineham        | 19 de agosto de 1979    |
| 16:00.73 | Janet Evans        | 31 de julho de 1987     |
| 15:52.10 | Janet Evans        | 26 de março de 1988     |
| 15:42.54 | Kate Ziegler       | 17 de junho de 2007     |
| 15:36.53 | Katie Ledecky      | 30 de julho de 2013     |
| 15:34.23 | Katie Ledecky      | 19 de junho de 2014     |
| 15:20.48 | Katie Ledecky      | 16 de maio de 2018      |

### Piscina curta (25 m)
| TEMPO    | NADADORA        | DATA                   |
| -------- | --------------- | ---------------------- |
| 15:43.31 | Petra Schneider | 10 de janeiro de 1982  |
| 15:42.39 | Laure Manaudou  | 20 de novembro de 2004 |
| 15:32.90 | Kate Ziegler    | 12 de outubro de 2007  |
| 15:28.65 | Lotte Friis     | 29 de novembro de 2009 |